# Sarimarais quarta
Sarimarais quarta är en fjärilsart som beskrevs av Sergius G. Kiriakoff 1962. Sarimarais quarta ingår i släktet Sarimarais och familjen tandspinnare. Inga underarter finns listade.